# Kaputa (Sambia)
Kaputa ist eine Kleinstadt mit 35.663 Einwohnern (2022) in der Provinz Nordprovinz (früher Provinz Luapula) in Sambia am Fluss Tshoma. Kaputa liegt etwa 950 Meter über dem Meeresspiegel und ist Sitz der Verwaltung des gleichnamigen Distrikts.

## Wirtschaft
Der Ort Kaputa ist Sitz der Verwaltung der Kaputa Game Management Area, die an den Nsumbu-Nationalpark stößt. Es wird Salz gewonnen. Kaputa ist Sambias nördlichste Stadt und liegt abgelegen in den Bergen zwischen Mwerusee und Mweru-Wantipa-See. Verkehrstechnisch ist es über Chiengi erreichbar. Lusaka liegt 1.200 Kilometer entfernt.

## Politik
Als 1999 während des Bürgerkrieges in der Demokratischen Republik Kongo 16.000 Flüchtlinge über die Grenze nach Kaputa strömten, war nicht nur die staatliche Verwaltung des Distriktes überfordert, sondern auch die Leistungsfähigkeit dieses Ortes. Die Flüchtlinge wurden direkt nach Mwange in Mporokoso und Kala in Kawambwa weitergeleitet, wo sie von der UNHCR versorgt werden konnten.

## Infrastruktur
Es gibt in Kaputa eine nicht asphaltierte, 1000 Meter lange Flugpiste, Grund- und Sekundarschulen und ein Krankenhaus.

## Soziales
Die Müttersterblichkeit im Distrikt ist die höchste Sambias ist, 1006 auf 100.000 Geburten.